# Ekspedyt
Ekspedyt, Wierzyn – imię męskie pochodzenia łacińskiego, od czasownika expediō, expedīre („uwolnić, wyzwolić z więzów”), łac. expedītus znaczy „uwolniony, lekko ubrany, lekkozbrojny; szybki, zwinny”. Imię to zostało w Polsce przetłumaczone jako Wierzyn („ten, któremu można wierzyć”). Patronem tego imienia jest św. Ekspedyt.
W innych językach:
- angielski – Expedit
- litewski – Ekspeditas
- łacina – Expeditus
- węgierski – Serény
- włoski – Espedito.

Ekspedyt i Wierzyn imieniny obchodzą 19 kwietnia.
W Polsce imię Ekspedyt jest bardzo rzadkie. W styczniu 2024 w rejestrze PESEL było 18 mężczyzn o imieniu Ekspedyt nadanym jako imię pierwsze oraz 84 mężczyzn o imieniu Ekspedyt nadanym jako imię drugie.